# Josef Valkoun
Josef Valkoun (* 18. února 1961 Jilemnice) je bývalý český fotbalista, útočník.

## Fotbalová kariéra
Hrál za FK Mladá Boleslav, TJ Sklo Union Teplice, VTJ Tábor, Spartu Praha a VTŽ Chomutov. Se Spartou získal v roce 1985 mistrovský titul.

## Ligová bilance
| Ročník                                   | Zápasy | Góly | Klub         |
| ---------------------------------------- | ------ | ---- | ------------ |
| 1. československá fotbalová liga 1984/85 | 1      | 0    | Sparta Praha |
| CELKEM                                   | 1      | 0    |              |